# Sztych (sztuka)

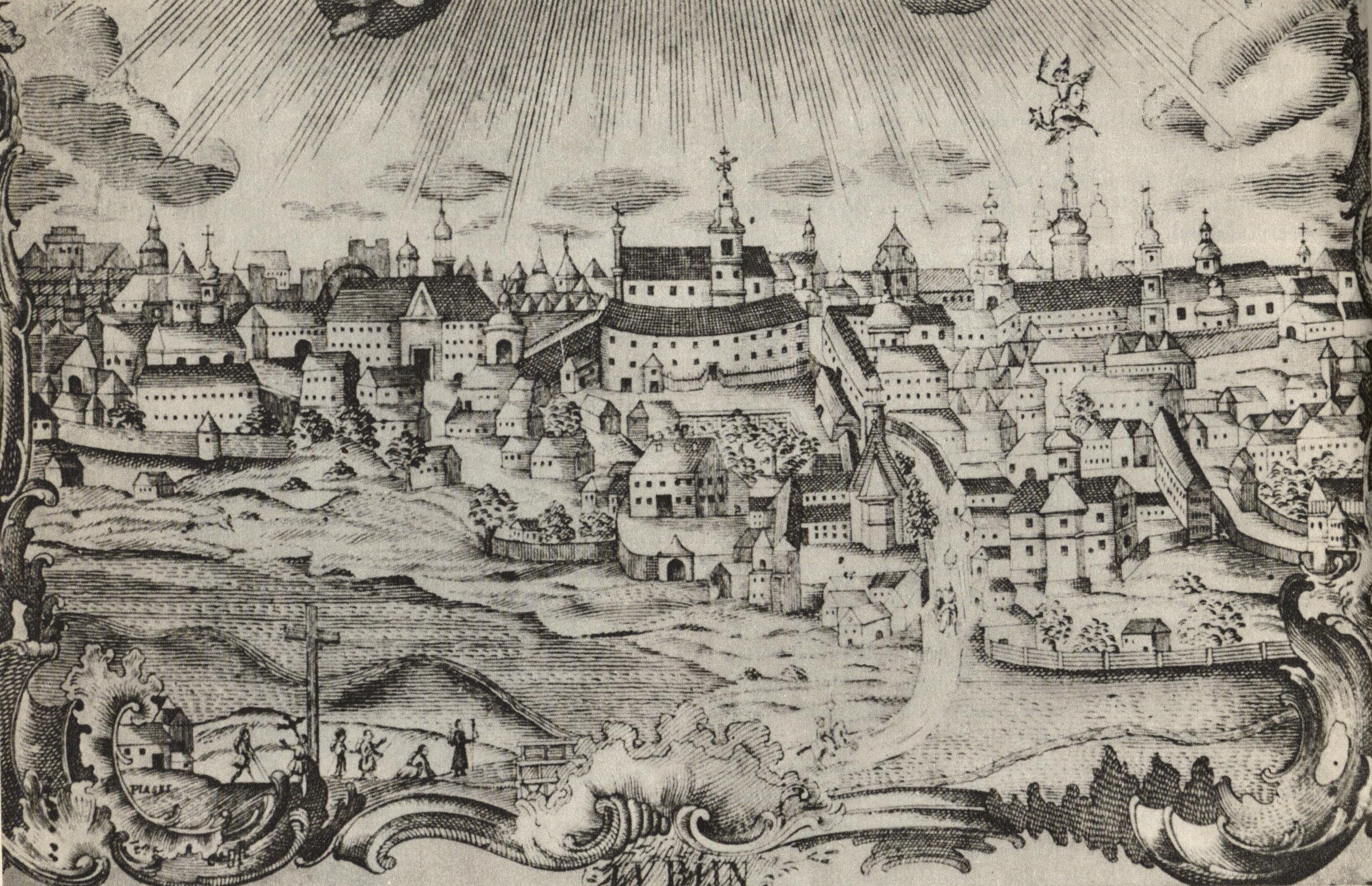
Lublin na czarno-białym sztychu J. Maszewskiego z 1774 roku

Sztych – rycina wykonana w metalowej płycie uzyskana jedną z wielu technik graficznych, najczęściej poprzez rycie stalowym rylcem w metalowej płycie, np. miedzianej, następnie wcieranie farby w powstałe rowki, a po starciu farby z gładkiej powierzchni, odbicie rysunku na papierze.
Osoba posługująca się opisaną techniką zwana bywa sztycharzem.
W przeszłości określenia sztych używano także w odniesieniu do ilustracji książkowych i rycin.